# NASCAR Grand National de 1968
A Temporada da NASCAR Grand National de 1968 foi a 20º edição da Nascar, com 49 etapas disputadas o campeão foi David Pearson.

## Calendário
| N. | Data   | Corrida                    | Circuito                        | Campeão           | Segundo           | Terceiro          |
| 1  | 12-nov | Middle Georgia 500         | Middle Georgia Raceway          | Bobby Allison     | Richard Petty     | Tiny Lund         |
| 2  | 26-nov | Race 2                     | Montgomery Speedway1            | Richard Petty     | Bobby Allison     | Bobby Isaac       |
| 3  | 21-jan | Motor Trend 500            | Riverside International Raceway | Dan Gurney        | David Pearson     | Parnelli Jones    |
| 4  | 25-feb | Daytona 500                | Daytona International Speedway  | Cale Yarborough   | LeeRoy Yarbrough  | Bobby Allison     |
| 5  | 17-mrt | Southeastern 400           | Bristol Motor Speedway          | David Pearson     | Richard Petty     | LeeRoy Yarbrough  |
| 6  | 24-mrt | Richmond 250               | Richmond International Raceway  | David Pearson     | Charlie Glotzbach | Elmo Langley      |
| 7  | 31-mrt | Atlanta 500                | Atlanta Motor Speedway          | Cale Yarborough   | LeeRoy Yarbrough  | Donnie Allison    |
| 8  | 7-apr  | Hickory 250                | Hickory Motor Speedway          | Richard Petty     | David Pearson     | Bobby Isaac       |
| 9  | 13-apr | Greenville 200             | Greenville-Pickens Speedway     | Richard Petty     | Bobby Isaac       | Charlie Glotzbach |
| 10 | 18-apr | Columbia 200               | Columbia Speedway               | Bobby Isaac       | Charlie Glotzbach | James Hylton      |
| 11 | 21-apr | Gwyn Staley 400            | North Wilkesboro Speedway       | David Pearson     | Buddy Baker       | Bobby Isaac       |
| 12 | 28-apr | Virginia 500               | Martinsville Speedway           | Cale Yarborough   | David Pearson     | Donnie Allison    |
| 13 | 3-mei  | Dixie 250                  | Augusta Speedway2               | Bobby Isaac       | Buddy Baker       | Tom Pistone       |
| 14 | 5-mei  | Fireball 300               | Asheville-Weaverville Speedway  | David Pearson     | Bobby Isaac       | Richard Petty     |
| 15 | 11-mei | Rebel 400                  | Darlington Raceway              | David Pearson     | Darel Dieringer   | Richard Petty     |
| 16 | 17-mei | Beltsville 300             | Beltsville Speedway             | David Pearson     | Bobby Isaac       | Buddy Baker       |
| 17 | 18-mei | Tidewater 250              | Langley Field Speedway          | David Pearson     | Bobby Isaac       | Buddy Baker       |
| 18 | 26-mei | World 600                  | Charlotte Motor Speedway        | Buddy Baker       | Donnie Allison    | LeeRoy Yarbrough  |
| 19 | 31-mei | Asheville 300              | New Asheville Speedway          | Richard Petty     | Buddy Baker       | Bobby Isaac       |
| 20 | 2-jun  | Macon 300                  | Middle Georgia Raceway          | David Pearson     | Bobby Isaac       | Richard Petty     |
| 21 | 6-jun  | Race 21                    | Smoky Mountain Raceway          | Richard Petty     | Pete Hamilton     | James Hylton      |
| 22 | 8-jun  | Race 22                    | Fairgrounds Raceway3            | Richard Petty     | Bobby Isaac       | James Hylton      |
| 23 | 16-jun | Carolina 500               | Rockingham Speedway             | Donnie Allison    | Bobby Allison     | James Hylton      |
| 24 | 22-jun | Pickens 200                | Greenville-Pickens Speedway     | Richard Petty     | David Pearson     | John Sears        |
| 25 | 4-jul  | Firecracker 400            | Daytona International Speedway  | Cale Yarborough   | LeeRoy Yarbrough  | David Pearson     |
| 26 | 7-jul  | Islip 300                  | Islip Speedway                  | Bobby Allison     | David Pearson     | Buddy Baker       |
| 27 | 9-jul  | Maine 300                  | Oxford Plains Speedway4         | Richard Petty     | David Pearson     | Buddy Baker       |
| 28 | 11-jul | Fonda 200                  | Fonda Speedway5                 | Richard Petty     | Buddy Baker       | Bobby Allison     |
| 29 | 14-jul | Northern 300               | Trenton Speedway                | LeeRoy Yarbrough  | David Pearson     | Bobby Allison     |
| 30 | 21-jul | Volunteer 500              | Bristol Motor Speedway          | David Pearson     | Cale Yarborough   | Swede Savage      |
| 31 | 25-jul | Smokey Mountain 200        | Smoky Mountain Raceway          | Richard Petty     | Bud Moore         | David Pearson     |
| 32 | 27-jul | Nashville 400              | Music City Motorplex            | David Pearson     | Richard Petty     | Bobby Allison     |
| 33 | 4-aug  | Dixie 500                  | Atlanta Motor Speedway          | LeeRoy Yarbrough  | Bobby Isaac       | Donnie Allison    |
| 34 | 8-aug  | Sandlapper 200             | Columbia Speedway               | David Pearson     | Charlie Glotzbach | LeeRoy Yarbrough  |
| 35 | 10-aug | Myers Brothers 250         | Bowman Gray Stadium             | David Pearson     | Richard Petty     | Bobby Isaac       |
| 36 | 18-aug | Western North Carolina 500 | Asheville-Weaverville Speedway  | David Pearson     | Bobby Isaac       | Neil Castles      |
| 37 | 23-aug | Race 37                    | South Boston Speedway           | Richard Petty     | David Pearson     | Bobby Isaac       |
| 38 | 24-aug | Crabber 250                | Langley Field Speedway          | David Pearson     | Richard Petty     | Bobby Isaac       |
| 39 | 2-sep  | Southern 500               | Darlington Raceway              | Cale Yarborough   | David Pearson     | Buddy Baker       |
| 40 | 6-sep  | Buddy Shuman 250           | Hickory Motor Speedway          | David Pearson     | Bobby Isaac       | Buddy Baker       |
| 41 | 8-sep  | Capital City 300           | Richmond International Raceway  | Richard Petty     | David Pearson     | Cale Yarborough   |
| 42 | 13-sep | Maryland 300               | Beltsville Speedway             | Bobby Isaac       | Bobby Allison     | Richard Petty     |
| 43 | 15-sep | Hillsboro 150              | Occoneechee Speedway            | Richard Petty     | James Hylton      | Neil Castles      |
| 44 | 22-sep | Old Dominion 500           | Martinsville Speedway           | Richard Petty     | Cale Yarborough   | LeeRoy Yarbrough  |
| 45 | 29-sep | Wilkes 400                 | North Wilkesboro Speedway       | Richard Petty     | David Pearson     | LeeRoy Yarbrough  |
| 46 | 5-okt  | Augusta 200                | Augusta Speedway2               | David Pearson     | Bobby Allison     | Richard Petty     |
| 47 | 20-okt | National 500               | Charlotte Motor Speedway        | Charlie Glotzbach | Paul Goldsmith    | David Pearson     |
| 48 | 27-okt | American 500               | Rockingham Speedway             | Richard Petty     | David Pearson     | LeeRoy Yarbrough  |
| 49 | 3-nov  | Peach State 200            | Jeffco Speedway6                | Cale Yarborough   | Richard Petty     | David Pearson     |

- 1 Er werden tussen 1955 en 1969 in totaal zes races gehouden in Montgomery op de Montgomery Speedway.
- 2 Er werden tussen 1962 en 1969 twaalf races gehouden in Augusta op de Augusta Speedway.
- 3 Er werden tussen 1958 en 1968 acht races gehouden in Birmingham, Alabama op de Fairgrounds Raceway.
- 4 Tussen 1966 en 1968 werden er drie races gehouden in Oxford, Maine op de Oxford Plains Speedway.
- 5 Er werd tussen 1955 en 1968 vier races gehouden in Fonda, Montgomery County op de Fonda Speedway.
- 6 Er werd in 1968 en 1969 een race gehouden in Jefferson op de Jeffco Speedway.

## Classificação final - Top 10
| 1  | David Pearson | 3499 |
| 2  | Bobby Isaac   | 3373 |
| 3  | Richard Petty | 3123 |
| 4  | Clyde Lynn    | 3041 |
| 5  | John Sears    | 3017 |
| 6  | Elmo Langley  | 2823 |
| 7  | James Hylton  | 2719 |
| 8  | Jabe Thomas   | 2687 |
| 9  | Wendell Scott | 2685 |
| 10 | Roy Tyner     | 2504 |